# Хадсон, Джеймс (игрок в американский футбол)
Джеймс Хадсон III (англ. James Hudson III; 13 мая 1999, Толидо, Огайо) — профессиональный американский футболист, выступающий на позиции тэкла нападения в клубе НФЛ «Кливленд Браунс». На студенческом уровне играл за команды Мичиганского университета и университета Цинциннати. На драфте НФЛ 2021 года был выбран в четвёртом раунде.

## Биография
Джеймс Хадсон родился 13 мая 1999 года в Толидо в штате Огайо. Он учился в старшей школе Сентрал Католик, играл в составе её футбольной команды линейным нападения и защиты. Его признавали Игроком года в защите конференции Три-Риверс. На момент выпуска входил в число десяти самых перспективных игроков штата по версии Rivals.

### Любительская карьера
После окончания школы Хадсон поступил в Мичиганский университет. Сезон 2017 года он провёл в статусе освобождённого игрока, принимая участие в тренировках команды, но не выходя на поле в матчах. В 2018 году он провёл несколько матчей на позиции правого тэкла и в составе специальных команд «Мичиган Вулверинс». После окончания сезона Хадсон перевёлся в университет Цинциннати и по правилам NCAA был вынужден пропустить сезон.
В составе «Цинциннати Беаркэтс» он дебютировал в Бирмингем Боуле в январе 2020 года. Осенью в турнире того же года Хадсон сыграл десять матчей. Линия нападения команды стала одной из лучших в конференции AAC, сам он был включён в сборную звёзд конференции. По итогам сезона он получил приглашения на матч всех звёзд выпускников колледжей и показательные тренировки для скаутов НФЛ. Издание The Athletic включило его в число 300 лучших игроков предстоящего драфта НФЛ, в рейтинге Хадсон занял 83 позицию.

### Профессиональная карьера
Перед драфтом НФЛ 2021 года издание Bleacher Report сильными сторонами Хадсона называло его атлетизм, скорость и быстроту, физическую силу, технический арсенал, позволяющий противостоять пас-рашерам соперника. Среди минусов отмечали его слабую игру при блокировании для выноса, технические ошибки в работе рук и корпуса, склонность к раннему или позднему старту при розыгрыше, недостаток игрового опыта. Хадсону прогнозировали выбор в третий день драфта. 
Хадсон был выбран «Кливлендом» в четвёртом раунде под общим 110 номером. В мае он подписал с клубом четырёхлетний контракт на общую сумму 4,3 млн долларов. В первой части регулярного чемпионата он провёл за «Браунс» восемь матчей, получив от сайта Pro Football Focus оценку 44,3 балла. В декабре, когда из-за травмы на длительный срок выбыл Джек Конклин, Хадсон занял место стартового правого тэкла команды.